# Salpis tessera
Salpis tessera là một loài bướm đêm trong họ Geometridae.